# Vadonia bittisiensis
Vadonia bittisiensis là một loài bọ cánh cứng trong họ Cerambycidae.